# Mistrovství světa v ledním hokeji do 18 let 2013
Mistrovství světa v ledním hokeji do 18 let 2013 se konalo v ruském Soči. Jednalo se o patnácté mistrovství. Začalo 18. dubna 2013 a skončilo 28. dubna 2013. Vítězem se stal tým Kanady.

## Arény
- Balšoj ledovyj dvorec
- Šajba arena

## Hrací formát turnaje
Na tomto turnaji bude realizován nový formát soutěže. Čtyři nejlepší týmy z každé skupiny postoupí do čtvrtfinále, zatímco poslední týmy obou skupin budou hrát o udržení v elitní skupině (bude se hrát dva vítězné zápasy) a ten horší ze dvou týmů sestoupí.
V základní skupině bude jinak vše stejné, vítězství v řádné hrací době bude za tři body. V případě nerozhodného stavu si týmy připíší jeden bod a budou hrát v prodloužení o bod druhý. Pokud se nerozhodně ani v prodloužení rozhodne se v samostatných nájezdech.
Ani v play-off se nic nezmění, v případě vyrovnaného stavu i po šedesáti minutách se bude prodlužovat, případně proběhnou trestná střílení. Vítěz zápasu postupuje dále.

## Základní skupiny
|  | Týmy postupující do čtvrtfinále |
|  | Týmy hrající o udržení          |

### Skupina A
| Tým      | Z | V | VP | PP | P | GV | GI | B  |
| -------- | - | - | -- | -- | - | -- | -- | -- |
| Rusko    | 4 | 4 | 0  | 0  | 0 | 22 | 8  | 12 |
| Finsko   | 4 | 3 | 0  | 0  | 1 | 14 | 7  | 9  |
| USA      | 4 | 2 | 0  | 0  | 2 | 15 | 10 | 6  |
| Česko    | 4 | 1 | 0  | 0  | 3 | 15 | 13 | 3  |
| Lotyšsko | 4 | 0 | 0  | 0  | 4 | 3  | 31 | 0  |

Všechny časy jsou místní (UTC+4).
| 18. dubna 2013 15:30 | Lotyšsko | 0:7 (0:4, 0:1, 0:2) | Finsko | Balšoj ledovyj dvorec Návštěvnost: 559 |  |

| Report         |                |                             | |                                                                            |
| M. Resetnikovs | M. Resetnikovs | Brankáři                    | J. Saros | Rozhodčí: Igor Dremelj Peter Gebei Čároví: Mariusz Smura Rudolf Tosenovjak |
|                |                | 0:1 0:2 0:3 0:4 0:5 0:6 0:7 | 06:20 - J. Honka 09:53 - O. Rauhala 17:00 - A. Lehkonen (PP) 19:21 - M. Pulli (PP) 21:45 - K. Kapanen 47:45 - A. Lehkonen 50:33 - A. Mustonen | Rozhodčí: Igor Dremelj Peter Gebei Čároví: Mariusz Smura Rudolf Tosenovjak |
| 12 min         | 12 min         | Tresty                      | 10 min | Rozhodčí: Igor Dremelj Peter Gebei Čároví: Mariusz Smura Rudolf Tosenovjak |
| 21             | 21             | Střely                      | 42 | Rozhodčí: Igor Dremelj Peter Gebei Čároví: Mariusz Smura Rudolf Tosenovjak |

| 18. dubna 2013 20:00 | Rusko | 4:3 (1:2, 1:0, 2:1) | USA | Balšoj ledovyj dvorec Návštěvnost: 6 500 |  |

| Report                                                                               |                                                                                      |                             |                                                                        |                                                                      |
| I. Shestyorkin                                                                       | I. Shestyorkin                                                                       | Brankáři                    | T. Demko                                                               | Rozhodčí: Tobias Bjork Steve Papp Čároví: Henrik Pihlblad Matt Traub |
| N. Setdikov - 07:43 (PP) P. Buchnevich - 22:19 I. Ivanov - 41:33 V. Tkachyov - 58:06 | N. Setdikov - 07:43 (PP) P. Buchnevich - 22:19 I. Ivanov - 41:33 V. Tkachyov - 58:06 | 0:1 0:2 1:2 2:2 3:2 3:3 4:3 | 02:34 - J. Eichel (PP) 07:34 - W. Butcher (PP) 51:14 - J. Compher (SH) | Rozhodčí: Tobias Bjork Steve Papp Čároví: Henrik Pihlblad Matt Traub |
| 12 min                                                                               | 12 min                                                                               | Tresty                      | 10 min                                                                 | Rozhodčí: Tobias Bjork Steve Papp Čároví: Henrik Pihlblad Matt Traub |
| 28                                                                                   | 28                                                                                   | Střely                      | 37                                                                     | Rozhodčí: Tobias Bjork Steve Papp Čároví: Henrik Pihlblad Matt Traub |

| 19. dubna 2013 17:00 | Česko | 7:0 (3:0, 2:0, 2:0) | Lotyšsko | Balšoj ledovyj dvorec Návštěvnost: 350 |  |

| Report | |                             |                |                                                                               |
| R. Svoboda | R. Svoboda | Brankáři                    | M. Resetnikovs | Rozhodčí: Jacob Grumsen Robert Mullner Čároví: Vasili Kaliada Joep Leermakers |
| (PP) P. Zdráhal - 02:45 (PP) P. Zdráhal - 13:43 M. Indrák - 19:03 (PP) P. Zdráhal - 35:20 O. Kase - 35:57 T. Dvořák - 49:37 (PP) R. Přikryl - 51:37 | (PP) P. Zdráhal - 02:45 (PP) P. Zdráhal - 13:43 M. Indrák - 19:03 (PP) P. Zdráhal - 35:20 O. Kase - 35:57 T. Dvořák - 49:37 (PP) R. Přikryl - 51:37 | 1:0 2:0 3:0 4:0 5:0 6:0 7:0 |                | Rozhodčí: Jacob Grumsen Robert Mullner Čároví: Vasili Kaliada Joep Leermakers |
| 6 min | 6 min | Tresty                      | 16 min         | Rozhodčí: Jacob Grumsen Robert Mullner Čároví: Vasili Kaliada Joep Leermakers |
| 51 | 51 | Střely                      | 14             | Rozhodčí: Jacob Grumsen Robert Mullner Čároví: Vasili Kaliada Joep Leermakers |

| 20. dubna 2013 15:30 | USA | 4:3 (1:2, 3:1, 0:0) | Česko | Balšoj ledovyj dvorec Návštěvnost: 1395 |  |

| Report                                                                |                                                                       |                             |                                                           |                                                                               |
| T. Demko                                                              | T. Demko                                                              | Brankáři                    | R. Svoboda                                                | Rozhodčí: Marcus Brill Igor Dremelj Čároví: Eduard Metalnikov Henrik Pihlblad |
| T. Motte - 19:39 J. Compher - 20:19 T. Motte - 23:34 E. Allen - 25:23 | T. Motte - 19:39 J. Compher - 20:19 T. Motte - 23:34 E. Allen - 25:23 | 0:1 0:2 1:2 2:2 3:2 3:3 4:3 | 12:18 - A. Zbořil 16:22 - D. Kämpf (SH) 24:28 - A. Zbořil | Rozhodčí: Marcus Brill Igor Dremelj Čároví: Eduard Metalnikov Henrik Pihlblad |
| 4 min                                                                 | 4 min                                                                 | Tresty                      | 8 min                                                     | Rozhodčí: Marcus Brill Igor Dremelj Čároví: Eduard Metalnikov Henrik Pihlblad |
| 50                                                                    | 50                                                                    | Střely                      | 21                                                        | Rozhodčí: Marcus Brill Igor Dremelj Čároví: Eduard Metalnikov Henrik Pihlblad |

| 20. dubna 2013 20:00 | Finsko | 1:3 (0:0, 0:2, 1:1) | Rusko | Balšoj ledovyj dvorec Návštěvnost: 6500 |  |

| Report                |                       |                 |                                                                    |                                                                         |
| J. Saros              | J. Saros              | Brankáři        | I. Shestyorkin                                                     | Rozhodčí: Andreas Koch Robert Mullner Čároví: Vasili Kaliada Matt Traub |
| (PP) J. Tanus - 44:37 | (PP) J. Tanus - 44:37 | 0:1 0:2 1:2 1:3 | 22:26 - I. Barbashev (PP) 37:13 - I. Barbashev 59:42 - V. Tkachyov | Rozhodčí: Andreas Koch Robert Mullner Čároví: Vasili Kaliada Matt Traub |
| 10 min                | 10 min                | Tresty          | 4 min                                                              | Rozhodčí: Andreas Koch Robert Mullner Čároví: Vasili Kaliada Matt Traub |
| 25                    | 25                    | Střely          | 31                                                                 | Rozhodčí: Andreas Koch Robert Mullner Čároví: Vasili Kaliada Matt Traub |

| 21. dubna 2013 17:00 | Lotyšsko | 1:7 (0:4, 1:0, 0:3) | USA | Balšoj ledovyj dvorec Návštěvnost: 2000 |  |

| Report               |                      |                                 | |                                                                            |
| K. Nazavovs          | K. Nazavovs          | Brankáři                        | T. Demko | Rozhodčí: René Hradil Evgeniy Romasko Čároví: Kenji Kosaka Henrik Pihlblad |
| G. Golovkovs - 27:57 | G. Golovkovs - 27:57 | 0:1 0:2 0:3 0:4 1:4 1:5 1:6 1:7 | 02:54 - K. Labanc 06:55 - T. Kelleher 11:52 - T. Kelleher 19:59 - E. Allen (PP) 48:58 - H. Fasching 52:51 - T. Motte 59:14 - T. Vannelli | Rozhodčí: René Hradil Evgeniy Romasko Čároví: Kenji Kosaka Henrik Pihlblad |
| 10 min               | 10 min               | Tresty                          | 6 min | Rozhodčí: René Hradil Evgeniy Romasko Čároví: Kenji Kosaka Henrik Pihlblad |
| 22                   | 22                   | Střely                          | 47 | Rozhodčí: René Hradil Evgeniy Romasko Čároví: Kenji Kosaka Henrik Pihlblad |

| 22. dubna 2013 15:30 | Finsko | 4:3 (1:0, 3:0, 0:3) | Česko | Balšoj ledovyj dvorec Návštěvnost: 600 |  |

| Report                                                                      |                                                                             |                             |                                                       |                                                                              |
| J. Saros                                                                    | J. Saros                                                                    | Brankáři                    | R. Svoboda                                            | Rozhodčí: Tobias Bjork Timothy Mayer Čároví: Joep Leermakers Fraser McIntyre |
| K. Kapanen - 14:24 J. Antonen - 21:35 K. Kapanen - 28:11 K. Kapanen - 32:52 | K. Kapanen - 14:24 J. Antonen - 21:35 K. Kapanen - 28:11 K. Kapanen - 32:52 | 1:0 2:0 3:0 4:0 4:1 4:2 4:3 | 42:39 - L. Rob (SH) 48:19 - D. Kämpf 58:21 - J. Vrána | Rozhodčí: Tobias Bjork Timothy Mayer Čároví: Joep Leermakers Fraser McIntyre |
| 14 min                                                                      | 14 min                                                                      | Tresty                      | 24 min                                                | Rozhodčí: Tobias Bjork Timothy Mayer Čároví: Joep Leermakers Fraser McIntyre |
| 24                                                                          | 24                                                                          | Střely                      | 44                                                    | Rozhodčí: Tobias Bjork Timothy Mayer Čároví: Joep Leermakers Fraser McIntyre |

| 22. dubna 2013 20:00 | Rusko | 10:2 (3:1, 3:1, 4:0) | Lotyšsko | Balšoj ledovyj dvorec Návštěvnost: 4500 |  |

| Report | |                                                  |                                          |                                                                               |
| I. Bochanov (47:40 - N. Serebryanov) | I. Bochanov (47:40 - N. Serebryanov) | Brankáři                                         | K. Nazarovs (27:31 - M. Resetnikovs)     | Rozhodčí: Marcus Brill Jari Leppaalho Čároví: Mariusz Smura Rudolf Tosenovjan |
| A. Zub - 01:33 (PP) P. Buchnevich - 07:47 N. Gluknov - 17:04 I. Ivanov - 27:31 I. Berbashev - 29:01 D. Yudin - 33:08 (PP) V. Tkachyov - 45:09 (PP) N. Demidov - 47:40 A. Zub - 57:14 P. Buchnevich - 58:35 | A. Zub - 01:33 (PP) P. Buchnevich - 07:47 N. Gluknov - 17:04 I. Ivanov - 27:31 I. Berbashev - 29:01 D. Yudin - 33:08 (PP) V. Tkachyov - 45:09 (PP) N. Demidov - 47:40 A. Zub - 57:14 P. Buchnevich - 58:35 | 1:0 2:0 3:0 3:1 3:2 4:2 5:2 6:2 7:2 8:2 9:2 10:2 | 17:58 - H. Egle T. Bernhards (PP 5 na 3) | Rozhodčí: Marcus Brill Jari Leppaalho Čároví: Mariusz Smura Rudolf Tosenovjan |
| 8 min | 8 min | Tresty                                           | 16 min                                   | Rozhodčí: Marcus Brill Jari Leppaalho Čároví: Mariusz Smura Rudolf Tosenovjan |
| 36 | 36 | Střely                                           | 22                                       | Rozhodčí: Marcus Brill Jari Leppaalho Čároví: Mariusz Smura Rudolf Tosenovjan |

| 23. dubna 2013 15:30 | USA | 1:2 (1:0, 0:1, 0:1) | Finsko | Balšoj ledovyj dvorec Návštěvnost: 800 |  |

| Report            |                   |             |                                      |                                                                           |
| T. Demko          | T. Demko          | Brankáři    | J. Saros                             | Rozhodčí: Marcus Brill Peter Gebei Čároví: Vasili Kaliada Henrik Pihlblad |
| J. Heyden - 00:37 | J. Heyden - 00:37 | 1:0 1:1 1:2 | 36:14 - J. Tanus 47:12 - A. Mustonen | Rozhodčí: Marcus Brill Peter Gebei Čároví: Vasili Kaliada Henrik Pihlblad |
| 10 min            | 10 min            | Tresty      | 8 min                                | Rozhodčí: Marcus Brill Peter Gebei Čároví: Vasili Kaliada Henrik Pihlblad |
| 50                | 50                | Střely      | 14                                   | Rozhodčí: Marcus Brill Peter Gebei Čároví: Vasili Kaliada Henrik Pihlblad |

| 23. dubna 2013 20:00 | Česko | 2:5 (0:0, 1:3, 1:2) | Rusko | Balšoj ledovyj dvorec Návštěvnost: 6700 |  |

| Report                                    |                                           |                             | |                                                                         |
| J. Pacl                                   | J. Pacl                                   | Brankáři                    | I. Shestyorkin                                                                                             | Rozhodčí: Andreas Koch Steve Papp Čároví: Joep Leermakers Pasi Nieminen |
| J. Vrána - 37:53 (SH) D. Pastrnák - 47:48 | J. Vrána - 37:53 (SH) D. Pastrnák - 47:48 | 0:1 0:2 0:3 1:3 2:3 2:4 2:5 | 21:04 - P. Buchnevich 25:18 - N. Demidov 30:04 - S. Tolchinski (SH) 51:23 - V. Tkachyov 55:47 - N. Shatski | Rozhodčí: Andreas Koch Steve Papp Čároví: Joep Leermakers Pasi Nieminen |
| 2 min                                     | 2 min                                     | Tresty                      | 12 min | Rozhodčí: Andreas Koch Steve Papp Čároví: Joep Leermakers Pasi Nieminen |
| 38                                        | 38                                        | Střely                      | 36 | Rozhodčí: Andreas Koch Steve Papp Čároví: Joep Leermakers Pasi Nieminen |

### Skupina B
| Tým       | Z | V | VP | PP | P | GV | GI | B  |
| --------- | - | - | -- | -- | - | -- | -- | -- |
| Kanada    | 4 | 4 | 0  | 0  | 0 | 23 | 3  | 12 |
| Švédsko   | 4 | 3 | 0  | 0  | 1 | 20 | 9  | 9  |
| Švýcarsko | 4 | 2 | 0  | 0  | 2 | 8  | 17 | 6  |
| Německo   | 4 | 1 | 0  | 0  | 3 | 8  | 18 | 3  |
| Slovensko | 4 | 0 | 0  | 0  | 4 | 7  | 19 | 0  |

Všechny časy jsou místní (UTC+4).
| 18. dubna 2013 15:00 | Německo | 1:9 (1:3, 0:4, 0:2) | Švédsko | Šajba arena Návštěvnost: 150 |  |

| Report                          |                                 |                                         | |                                                                        |
| H. Weitzmann (24:27 - K. Reich) | H. Weitzmann (24:27 - K. Reich) | Brankáři                                | J. Johansson | Rozhodčí: Jacob Grumsen René Hradil Čároví: Kenji Kosaka Pasi Nieminen |
| T. Bender - 08:10               | T. Bender - 08:10               | 0:1 1:1 1:2 1:3 1:4 1:5 1:6 1:7 1:8 1:9 | 07:40 - L. Wallmark (PP) 09:39 - A. Blidh 16:57 - L. Bristedt 20:55 - A. Brodecki 24:27 - A. Burakovsky (PP) 24:55 - W. Nylander 31:13 - A. Burakowsky (SH) 40:18 - J. de la Rose (Nájezd) 58:49 - R. Andersson (PP) | Rozhodčí: Jacob Grumsen René Hradil Čároví: Kenji Kosaka Pasi Nieminen |
| 10 min                          | 10 min                          | Tresty                                  | 26 min | Rozhodčí: Jacob Grumsen René Hradil Čároví: Kenji Kosaka Pasi Nieminen |
| 26                              | 26                              | Střely                                  | 29 | Rozhodčí: Jacob Grumsen René Hradil Čároví: Kenji Kosaka Pasi Nieminen |

| 18. dubna 2013 19:00 | Slovensko | 1:4 (1:2, 0:0, 0:2) | Kanada | Šajba arena Návštěvnost: 70 |  |

| Report            |                   |                     |                                                                                             |                                                                                   |
| D. Godla          | D. Godla          | Brankáři            | S. Martin                                                                                   | Rozhodčí: Timothy Mayer Evgeniy Romasko Čároví: Fraser McIntyre Eduard Metalnikov |
| D. Soltes - 03:11 | D. Soltes - 03:11 | 1:0 1:1 1:2 1:3 1:4 | 07:20 - N. Buptiste 16:34 - C. McDavid (PP) 51:10 - S. Reinhart 51:44 - S. Bennett-McDowell | Rozhodčí: Timothy Mayer Evgeniy Romasko Čároví: Fraser McIntyre Eduard Metalnikov |
| 12 min            | 12 min            | Tresty              | 16 min                                                                                      | Rozhodčí: Timothy Mayer Evgeniy Romasko Čároví: Fraser McIntyre Eduard Metalnikov |
| 13                | 13                | Střely              | 35                                                                                          | Rozhodčí: Timothy Mayer Evgeniy Romasko Čároví: Fraser McIntyre Eduard Metalnikov |

| 19. dubna 2013 19:00 | Švýcarsko | 4:1 (2:0, 1:0, 1:1) | Slovensko | Šajba arena Návštěvnost: 520 |  |

| Report                                                                  |                                                                         |                     |                       |                                                                          |
| N. Aeberhard                                                            | N. Aeberhard                                                            | Brankáři            | D. Godla              | Rozhodčí: Marcus Brill Jari Leppaalho Čároví: Kenji Kosaka Mariusz Smura |
| J. Fuchs - 03:27 P. Suter - 05:57 P. Suter - 29:31 P. Baltisberger (PP) | J. Fuchs - 03:27 P. Suter - 05:57 P. Suter - 29:31 P. Baltisberger (PP) | 1:0 2:0 3:0 4:0 4:1 | (PP) P. Bacik - 49:58 | Rozhodčí: Marcus Brill Jari Leppaalho Čároví: Kenji Kosaka Mariusz Smura |
| 8 min                                                                   | 8 min                                                                   | Tresty              | 12 min                | Rozhodčí: Marcus Brill Jari Leppaalho Čároví: Kenji Kosaka Mariusz Smura |
| 30                                                                      | 30                                                                      | Střely              | 19                    | Rozhodčí: Marcus Brill Jari Leppaalho Čároví: Kenji Kosaka Mariusz Smura |

| 20. dubna 2013 15:00 | Kanada | 3:1 (2:0, 1:1, 0:0) | Německo | Šajba arena Návštěvnost: 620 |  |

| Report                                                       |                                                              |                 |                  |                                                                                 |
| P. Desrosiers                                                | P. Desrosiers                                                | Brankáři        | K. Reich         | Rozhodčí: Tobias Bjork Jaro Leppaalho Čároví: Joep Leermakers Rudolf Tosenovjan |
| (PP) M. Bowey - 01:27 Y. Laplante - 11:22 C. McDavid - 32:09 | (PP) M. Bowey - 01:27 Y. Laplante - 11:22 C. McDavid - 32:09 | 1:0 2:0 3:0 3:1 | 39:04 - J. Moser | Rozhodčí: Tobias Bjork Jaro Leppaalho Čároví: Joep Leermakers Rudolf Tosenovjan |
| 12 min                                                       | 12 min                                                       | Tresty          | 14 min           | Rozhodčí: Tobias Bjork Jaro Leppaalho Čároví: Joep Leermakers Rudolf Tosenovjan |
| 39                                                           | 39                                                           | Střely          | 26               | Rozhodčí: Tobias Bjork Jaro Leppaalho Čároví: Joep Leermakers Rudolf Tosenovjan |

| 20. dubna 2013 19:00 | Švédsko | 6:0 (3:0, 1:0, 2:0) | Švýcarsko | Šajba arena Návštěvnost: 480 |  |

| Report | |                         |              |                                                                           |
| L. Waeber (09:15 - N. Aeberhard)                                                                                                   | L. Waeber (09:15 - N. Aeberhard)                                                                                                   | Brankáři                | J. Johansson | Rozhodčí: Peter Gebei Timothy Mayer Čároví: Fraser McIntyre Pasi Nieminen |
| (SH) L. Bristedt - 00:54 O. Lindblom - 02:56 W. Nylander - 04:52 O. Lindblom - 26:16 (SH) A. Karlsson - 46:10 (PP) R. Hagg - 56:27 | (SH) L. Bristedt - 00:54 O. Lindblom - 02:56 W. Nylander - 04:52 O. Lindblom - 26:16 (SH) A. Karlsson - 46:10 (PP) R. Hagg - 56:27 | 1:0 2:0 3:0 4:0 5:0 6:0 |              | Rozhodčí: Peter Gebei Timothy Mayer Čároví: Fraser McIntyre Pasi Nieminen |
| 26 min | 26 min | Tresty                  | 14 min       | Rozhodčí: Peter Gebei Timothy Mayer Čároví: Fraser McIntyre Pasi Nieminen |
| 32 | 32 | Střely                  | 24           | Rozhodčí: Peter Gebei Timothy Mayer Čároví: Fraser McIntyre Pasi Nieminen |

| 21. dubna 2013 19:00 | Slovensko | 2:5 (0:1, 1:3, 1:1) | Švédsko | Šajba arena Návštěvnost: 692 |  |

| Report | |                             |                                       |                                                                           |
| D. Okolicany | D. Okolicany | Brankáři                    | E. Sionas                             | Rozhodčí: Andreas Koch Steve Papp Čároví: Eduard Metalnikov Mariusz Smura |
| 17:01 - A. Burakowsky (SH) 25:12 - A. Burakowsky 32:05 - L. Bristedt (PP) 38:54 - A. Karlsson 57:02 - L. Wallmark (PP) | 17:01 - A. Burakowsky (SH) 25:12 - A. Burakowsky 32:05 - L. Bristedt (PP) 38:54 - A. Karlsson 57:02 - L. Wallmark (PP) | 0:1 0:2 0:3 0:4 1:4 2:4 2:5 | D. Soltes - 39:17 P. Cehlarik - 46:43 | Rozhodčí: Andreas Koch Steve Papp Čároví: Eduard Metalnikov Mariusz Smura |
| 14 min | 14 min | Tresty                      | 39 min                                | Rozhodčí: Andreas Koch Steve Papp Čároví: Eduard Metalnikov Mariusz Smura |
| 19 | 19 | Střely                      | 44                                    | Rozhodčí: Andreas Koch Steve Papp Čároví: Eduard Metalnikov Mariusz Smura |

| 22. dubna 2013 15:00 | Kanada | 10:1 (2:0, 6:1, 2:0) | Švýcarsko | Šajba arena Návštěvnost: 225 |  |

| Report |  |                                              |
|        |  | 1:0 2:0 3:0 4:0 4:1 5:1 6:1 7:1 8:1 9:1 10:1 |

| 22. dubna 2013 19:00 | Německo | 6:3 (2:2, 2:1, 2:0) | Slovensko | Šajba arena Návštěvnost: 184 |  |

| Report |

| 23. dubna 2013 15:00 | Švédsko | 0:6 (0:1, 0:3, 0:2) | Kanada | Šajba arena Návštěvnost: 490 |  |

| Report |

| 23. dubna 2013 19:00 | Švýcarsko | 3:0 (1:0, 1:0, 1:0) | Německo | Šajba arena Návštěvnost: 180 |  |

| Report |

## O udržení
- Série na dva vítězné zápasy.

Všechny časy jsou místní (UTC+4).
| 25. dubna 2013 12:00 | Slovensko | 5:2 (2:0, 1:2, 2:0) | Lotyšsko | Šajba arena Návštěvnost: 120 |  |

| Report |

| 26. dubna 2013 12:00 | Lotyšsko | 2:3 (2:2, 0:0, 0:1) | Slovensko | Šajba arena Návštěvnost: 253 |  |

| Report |

## Play off
Všechny časy jsou místní (UTC+4).

### Čtvrtfinále
| 25. dubna 2013 16:00 | Finsko | 7:4 (1:0, 2:3, 4:1) | Švýcarsko | Balšoj ledovyj dvorec Návštěvnost: 1014 |  |

| Report |

| 25. dubna 2013 16:00 | Švédsko | 0:4 (0:2, 0:0, 0:2) | USA | Šajba arena Návštěvnost: 615 |  |

| Report |

| 25. dubna 2013 20:00 | Rusko | 8:4 (2:1, 4:0, 2:3) | Německo | Balšoj ledovyj dvorec Návštěvnost: 6864 |  |

| Report |

| 25. dubna 2013 20:00 | Kanada | 6:0 (1:0, 2:0, 3:0) | Česko | Šajba arena Návštěvnost: 898 |  |

| Report |

### Semifinále
| 26. dubna 2013 16:00 | Kanada | 3:1 (0:0, 2:0, 1:1) | Finsko | Balšoj ledovyj dvorec Návštěvnost: 2956 |  |

| Report |

| 26. dubna 2013 20:00 | Rusko | 3:4sn (0:1, 2:0, 1:2 - 0:1) | USA | Balšoj ledovyj dvorec Návštěvnost: 6779 |  |

| Report |

### O 3. místo
| 28. dubna 2013 16:00 | Rusko | 1:2 (0:2, 1:0, 0:0) | Finsko | Balšoj ledovyj dvorec Návštěvnost: 5 925 |  |

| Report |

### Finále
| 28. dubna 2013 20:00 | Kanada | 3:2 (1:0, 2:2, 0:0) | USA | Balšoj ledovyj dvorec Návštěvnost: 6 127 |  |

| Report |

## Konečné pořadí
| Rk.              | Tým       |
| ---------------- | --------- |
| Zlatá medaile    | Kanada    |
| Stříbrná medaile | USA       |
| Bronzová medaile | Finsko    |
| 4.               | Rusko     |
| 5.               | Švédsko   |
| 6.               | Švýcarsko |
| 7.               | Česko     |
| 8.               | Německo   |
| 9.               | Slovensko |
| 10.              | Lotyšsko  |

## 1. divize

### Skupina A
- Termín konání: 7. – 13. dubna 2013
- Místo konání: Asiago  Itálie

|  | Postup do elitní skupiny MS   |
|  | Sestup do skupiny B 1. divize |

| Tým       | Z | V | VP | PP | P | GV | GI | B  |
| --------- | - | - | -- | -- | - | -- | -- | -- |
| Dánsko    | 5 | 4 | 1  | 0  | 0 | 22 | 6  | 14 |
| Norsko    | 5 | 4 | 0  | 0  | 1 | 31 | 15 | 12 |
| Itálie    | 5 | 2 | 0  | 1  | 2 | 11 | 24 | 7  |
| Bělorusko | 5 | 2 | 0  | 1  | 2 | 17 | 15 | 7  |
| Francie   | 5 | 1 | 1  | 0  | 3 | 14 | 19 | 5  |
| Slovinsko | 5 | 0 | 0  | 0  | 5 | 8  | 24 | 0  |

- V případě rovnosti bodů rozhodovaly vzájemné zápasy.

### Skupina B
- Termín konání: 14. – 20. dubna 2013
- Místo konání: Tychy  Polsko

|  | Postup do skupiny A 1. divize |
|  | Sestup do skupiny A 2. divize |

| Tým         | Z | V | VP | PP | P | GV | GI | B  |
| ----------- | - | - | -- | -- | - | -- | -- | -- |
| Kazachstán  | 5 | 5 | 0  | 0  | 0 | 34 | 11 | 15 |
| Japonsko    | 5 | 3 | 0  | 0  | 2 | 23 | 18 | 9  |
| Rakousko    | 5 | 3 | 0  | 0  | 2 | 21 | 18 | 9  |
| Polsko      | 5 | 3 | 0  | 0  | 2 | 18 | 21 | 9  |
| Ukrajina    | 5 | 1 | 0  | 0  | 4 | 17 | 24 | 3  |
| Jižní Korea | 5 | 0 | 0  | 0  | 5 | 8  | 29 | 0  |

## 2. divize

### Skupina A
- Termín konání: 31. března – 6. dubna 2013
- Místo konání: Tallinn  Estonsko

|  | Postup do skupiny B 1. divize |
|  | Sestup do skupiny B 2. divize |

| Tým            | Z | V | VP | PP | P | GV | GI | B  |
| -------------- | - | - | -- | -- | - | -- | -- | -- |
| Maďarsko       | 5 | 4 | 1  | 0  | 0 | 23 | 9  | 14 |
| Chorvatsko     | 5 | 2 | 1  | 1  | 1 | 18 | 12 | 9  |
| Rumunsko       | 5 | 2 | 0  | 3  | 0 | 13 | 13 | 9  |
| Velká Británie | 5 | 2 | 1  | 0  | 2 | 17 | 17 | 8  |
| Litva          | 5 | 0 | 2  | 0  | 3 | 17 | 19 | 4  |
| Estonsko       | 5 | 0 | 0  | 1  | 4 | 13 | 31 | 1  |

### Skupina B
- Termín konání: 9. – 15. března 2013
- Místo konání: Bělehrad  Srbsko

|  | Postup do skupiny A 2. divize |
|  | Sestup do skupiny A 3. divize |

| Tým        | Z | V | VP | PP | P | GV | GI | B  |
| ---------- | - | - | -- | -- | - | -- | -- | -- |
| Nizozemsko | 5 | 5 | 0  | 0  | 0 | 26 | 9  | 15 |
| Španělsko  | 5 | 4 | 0  | 0  | 1 | 22 | 10 | 12 |
| Srbsko     | 5 | 3 | 0  | 0  | 2 | 18 | 8  | 9  |
| Belgie     | 5 | 2 | 0  | 0  | 3 | 15 | 14 | 6  |
| Island     | 5 | 1 | 0  | 0  | 4 | 8  | 20 | 3  |
| Austrálie  | 5 | 0 | 0  | 0  | 5 | 3  | 31 | 0  |

## 3. divize

### Skupina A
- Termín konání: 11. – 17. března 2013
- Místo konání: Tchaj-pej  Tchaj-wan

|  | Postup do skupiny B 2. divize                                                      |
|  | Sestup do skupiny B 3. divize (v závislosti na uspořádání divizí v dalším ročníku) |

| Tým         | Z | V | VP | PP | P | GV | GI | B  |
| ----------- | - | - | -- | -- | - | -- | -- | -- |
| Čína        | 4 | 4 | 0  | 0  | 0 | 34 | 3  | 12 |
| Nový Zéland | 4 | 3 | 0  | 0  | 1 | 20 | 12 | 9  |
| Tchaj-wan   | 4 | 2 | 0  | 0  | 2 | 16 | 19 | 6  |
| Bulharsko   | 4 | 1 | 0  | 0  | 3 | 8  | 32 | 3  |
| Mexiko      | 4 | 0 | 0  | 0  | 4 | 3  | 15 | 0  |

### Skupina B
- Termín konání: 2. – 9. února 2013
- Místo konání: İzmit  Turecko

|  | Postup do skupiny A 3. divize |

| Tým     | Z | V | VP | PP | P | GV | GI | B |
| ------- | - | - | -- | -- | - | -- | -- | - |
| Izrael  | 3 | 3 | 0  | 0  | 0 | 25 | 4  | 9 |
| JAR     | 3 | 2 | 0  | 0  | 1 | 14 | 7  | 6 |
| Turecko | 3 | 1 | 0  | 0  | 2 | 13 | 13 | 3 |
| Irsko   | 3 | 0 | 0  | 0  | 3 | 6  | 34 | 0 |